# キヨンテ・ジョンソン
マレカス・キヨンテ・ジョンソン（Marrecus Keyontae Johnson , 2000年5月24日 - ）は、アメリカ合衆国バージニア州ノーフォーク出身のプロバスケットボール選手。NBAのオクラホマシティ・サンダーに所属している。ポジションはシューティングガードまたはスモールフォワード。

## 経歴
ジョンソンはバージニア州ノーフォークで育ち、もともとノービュー高校に通っていたが、3年生になる前にフロリダ州ブレーデントンのIMGアカデミーに転校した。 IMGで1シーズンプレーした後、ヘッドコーチのビンス・ウォルデンがアーカンソー州立大学のアシスタントコーチになるために学校を去ったため、4年生のシーズンにバージニア州ウィルソンのマウスにあるオークヒル・アカデミーに再び転校した。247SportsとESPNから4つ星のリクルートと評価されたジョンソンは、プロビデンス大学、ミネソタ大学、バージニア工科大学、ウェイクフォレスト大学とジョージア工科大学からの関心も受けながら、テキサス工科大学からのオファーを断り、フロリダ大学でプレーすることにした。

### フロリダ大学時代
2018年、ジョンソンは1年目のシーズンを控え選手としてスタートし、最終的にはジョージア大戦にて先発出場を果たした。シーズン終盤の20試合に先発出場し、1試合8.1得点、6.4リバウンド、1.3アシストでシーズンを終えた。 ジョンソンは2019年のSEC男子バスケットボールトーナメントで平均13.7得点、10リバウンドを記録し、フロリダ大はトーナメント準決勝に進出。開幕戦のアーカンソー大戦では20得点、12リバウンドのダブルダブルを記録した。 2020年2月26日、ジョンソンは81-66で勝利したLSU戦でキャリアハイの25得点、11リバウンドを記録した。2年生時には1試合平均14得点、7.1リバウンド、1.6アシスト、1.2スティールを記録し、オールSECのファーストチームに選出された。

### 悲劇
2020年12月12日、ジョンソンはフロリダ州立大学での試合中にコート上で倒れた 。タラハシー・メモリアル病院で3日間昏睡状態が続いた後、ジョンソンはさらなる治療のためフロリダ州ゲインズビルに搬送された。12月15日、彼は目を覚まし、話し、刺激に反応したと報告された。12月28日、ヘッドコーチのマイク・ホワイトはジョンソンはプレーすることを望んでいたが、安全面を考慮して彼をコーチとしてチームに復帰させ、プレーさせない判断をした。 ジョンソンは2022年3月5日のケンタッキーとのシニアデーで名誉スターターとして発表され、スタンディングオベーションを受けた。ジョンソンはプレーすることを望み、5月1日、移籍ポータルに入った。

### カンザス州立大学時代
2022年8月20日、ジョンソンはカンザス州立大に入学を表明。ジョンソンはビッグ12の新人王に選ばれ、チームメイトのマークキス・ノーウェルとともにオール・ビッグ12のファーストチームに選出された。ノウェルとともに、ジョンソンはカンザス州立大学を2023年NCAA男子バスケットボールトーナメントのエリート8に導いた。

## プロキャリア
2023年4月24日、ジョンソンはNBAドラフトへのエントリーを正式に表明した。心臓に問題があったため、ジョンソンはNBAからフィジカルコンタクトの許可を得る必要があり、NBAドラフト・コンバインのフィジカル部門には参加しなかった。しかし、2023年5月26日にNBAから許可が下りると、ジョンソンは正式にNBAドラフトにエントリーし、各チームとのワークアウトを始めた。

### オクラホマシティ・サンダー
2023年6月22日に開催された2023年のNBAドラフトで、2巡目50位でオクラホマシティ・サンダーから指名された。

## エピソード
ジョンソンは3年生になる前のオフシーズンには、NBAドラフトで一巡目指名を有力視される程の選手であったが、試合中に倒れたことで安全面を危惧されプレーできないまま卒業してしまう。だが、コロナ禍の特例措置によってそのうちの1シーズンが無かったことになり、ジョンソンはほかの大学でもう1シーズンプレーできることになった。しかし同時にNCAAが定める傷害保険制度(選手生命が終わるような大怪我や病気となってしまった選手の中で、一巡目指名が予想されており、大学での出場資格をまだ持っている選手に適用。怪我や病気をした後10試合未満の出場で500万ドルが支払われる。ただし500万ドルを受け取った場合、その後プロになることはできない。)の対象となっていた。ここでジョンソンは500万ドルを捨ててプレーし続け、夢を追いかけるという選択をし、見事ドラフトで指名されて夢を叶えた。